# إيونو

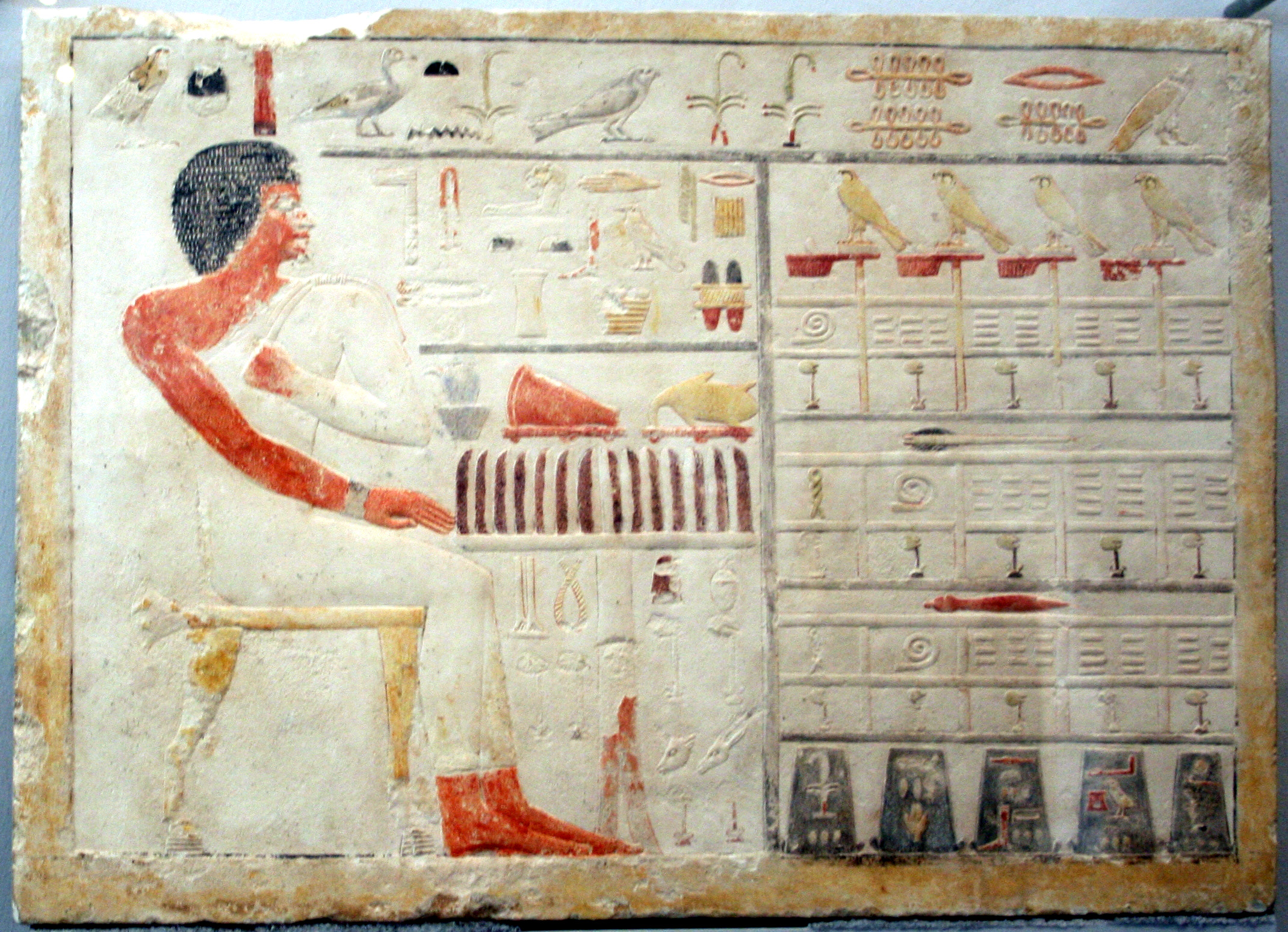
لوحة إيونو من مقبرته في الجيزة.
اسمه مكتوب إلي اليسار فوق راسه،ويجلس أمام منضدة زاخرة القرابين
وامامه قائمة بأعداد القرابين بالآلاف.

إيونو هو اسم أحد كبار الدولة في مصر القديمة وكان مستشارا للملك خوفو خلال الأسرة الرابعة في الدولة القديمة. يعرف من مصطبته على هضبة الجيزة ووجدت فيها لوحة ملونة باسمه، وهو منقوش عليها جالسا أمام منضدة قرابين. وطبقا للكتابة الهيروغليفية على اللوحة فكان إيونو «مدير الشعب في صعيد مصر» أي المسؤول عن الوجه القبلي، ومن ألقابه الأخرى «كبير العشرة العظام للصعيد» و «ابن الملك».
ربما يعني لقبه الأول أنه كان يختار العمال في صعيد مصر للعمل في بناء الهرم الأكبر وانه أشرف على عملهم. كان العمال منتظمين في فرق للعمل. أما لقب «ابن الملك» فهذا لا يعني أنه كان ابنا فعليا لفرعون، ولكن كانت العادة في ذلك الزمان أن يلقب المستشارون القريبون من فرعون بهذه الرتبة.

## اسمه بالهيروغليفي
| O28 | W24 | G43 |

| O28 | W24 | G43 |

| M23 | X1 · n | G39 |

| M23 | X1 · n | G39 |

## وصف مصطبته
مصطبة أيونو الموجودة على هضبة الجيزة ليس لها غرف داخلية. ويمكن تتبع عدة مراحل في بنائها حيث تشير الحفريات إلى وقت تم فيه توسيعها اتساعا كبيرا.
فقد أزيد بناء أحجار كبيرة في الجزئين الشمالي والشرقي لها. كما أضيفت غرف للعبادة على ناحيتها الشرقية؛ وهنا عثر على لوحة إيونو. من وسط المصطبة توجد حفرة عميقة في الأرض الصخرية تؤدي إلى حجرة المقبرة. كانت حجرة المقبرة مبطنة بأحجار جيرية، ولكن وجدت الحجرة مسروقة منذ العهود القديمة.

## اقرأ أيضا
- خوفو
- الهرم الأكبر
- حم إيونو
- مقبرة حتب حرس
- متحف رومر-بيليزيوس